# Брэдстрит, Анна
Анна Брэдстрит (англ. Anne Bradstreet, собственно Анна Дадли, англ. Anne Dudley, ок. 1612, Нортгемптон — 16 сентября 1672, Норт-Андовер, Массачусетс) — первая американская поэтесса.

## Биография
Её отец Томас Дадли (1576—1653) был в Англии управляющим графа Линкольна. В 1628 Анна вышла замуж за Саймона Брэдстрита (1603—1697). В 1630 обе семьи перебрались в Америку на корабле «Арабелла». Плавание длилось три месяца. В Новом Свете отец стал губернатором Массачусетской колонии, впоследствии его сменил на этом посту муж Анны.
Анна отличалась слабым здоровьем, тяжело перенесла путешествие. В 1666 семья пережила сильный пожар, в котором, среди прочего, почти целиком сгорела библиотека Анны, получившей хорошее образование (в библиотеке насчитывалось 800 томов по истории, богословию, медицине, политическим наукам); пожару посвящено одно из стихотворений Брэдстрит. После этих событий у неё развился туберкулёз, она потеряла дочь. Её поддерживали вера, воля, помощь близких.

## Творчество

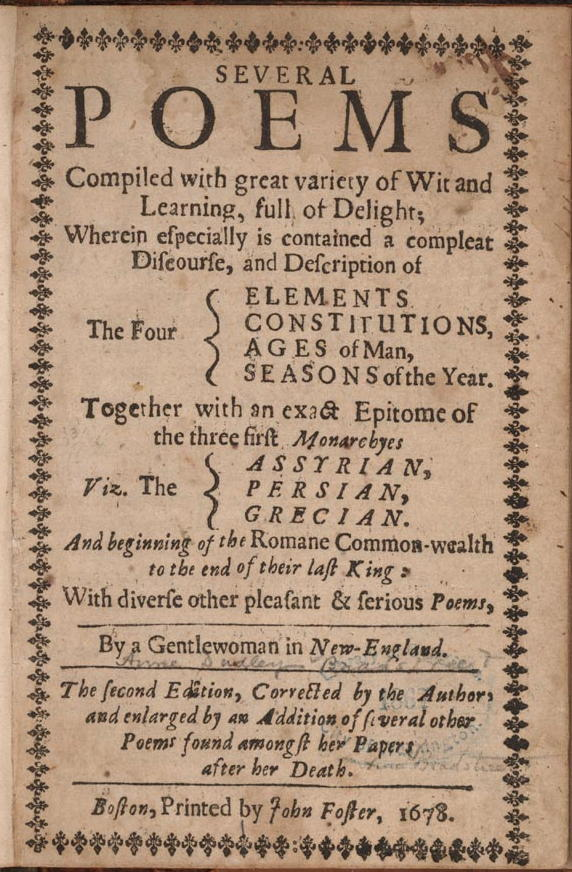
Избранные стихотворения Анны Брэдстрит, 1678

Единственная прижизненная книга стихов Брэдстрит «Десятая Муза, появившаяся недавно в Америке» вышла без имени автора в Лондоне (1650). Подготовленное ею издание «Избранных стихотворений», включая самое известное — поэму «Моему дорогому и любящему мужу», было опубликовано в Америке уже после её смерти (1678). Религиозные поэмы Брэдстрит пользовались известной популярностью у пуритан-первопоселенцев, которые их переписывали, но в дальнейшем оказались забыты и напечатаны только в середине XIX в.

## Признание
Поэтессе посвящена поэма Дж. Берримена «Дань Анне Брэдстрит» (журн. публикация — 1953, отд. изд. — 1956), высоко оценённая американской критикой.

## Новейшие издания
- The complete works of Anne Bradstreet. Boston: Twayne Publishers, 1981

## Публикации на русском языке
Из «Созерцаний» (пер. с англ. Г. Русакова; комментарии А. Зверева, с.774 // Поэты США: Сборник. — М.: Художественная литература, 1982, с.36—40.)
- Взыскуя небес
- Моему дорогому и любящему мужу
- Эпитафия моей дорогой и досточтимой матери
- Стихи мужу накануне рождения одного из его детей
- Памяти моей дорогой внучки Элизабет Брэдстрит/
- К моему дорогому и любящему мужу [фрагмент]// Ковалева И. Мои поэты. М.: Итака; Комментарии, 2006, с.7